# Trygghetsrådet Fastigo
Trygghetsrådet Fastigo (TRF) är ett partssammansatt organ för att hantera trygghetsavtal för tjänstemän tecknade mellan arbetsgivarorganisationen Fastigo och fackförbunden Unionen, SKTF, Ledarna, Sveriges Ingenjörer samt Sveriges Arkitekter.

## Likartad verksamhet
- Trygghetsrådet
- Trygghetsstiftelsen
- Trygghetsfonden Fastigo - LO
- Trygghetsrådet TRS